# Andrei al Greciei
Prințul Andrei al Greciei și Danemarcei (20 ianuarie/2 februarie 1882 – 3 decembrie 1944), a fost cel de al șaptelea copil și al patrulea fiu al regelui George I al Greciei și al reginei Olga Konstantinova a Rusiei. El este nepot al regelui Christian al IX-lea al Danemarcei și tatăl Prințului Filip, Duce de Edinburgh.

## Copilăria
Prințul Andrei (cunoscut în familie sub numele de Andrea) s-a născut la Atena în 1882. A învățat de mic limba engleză însă atunci când a crescut, în conversațiile cu părinții săi, a refuzat să vorbească în altă limbă decât limba greacă. A urmat școala de cadeți și colegiul din Atena, și în ciuda miopiei sale a intrat în armată în mai 1901.

## Căsătorie și copii
În 1902, Prințul Andrei a întâlnit-o la Londra pe Prințesa Alice de Battenberg la încoronarea unchiului ei și soțul mătușii lui Andrei, Eduard al VII-lea al Regatului Unit. Prințesa Alice era fiica Prințului Louis de Battenberg și a Prințesei Victoria de Hesse. S-au îndrăgostit iar anul următor, la 6 octombrie 1903 Andrei s-a căsătorit civil cu Alice la Darmstadt. Au urmat două ceremonii religioase: una luterană și alta ortodoxă.
Prințul și Prințesa Andrei au avut cinci copii:
- Prințesa Margarita a Greciei și Danemarcei, Prințesă Consoartă de Hohenlohe-Langenburg (18 aprilie 1905 – 24 aprilie 1981); Căsătorită în 1931 cu Gottfried, Prinț de Hohenlohe-Langenburg, cu care a avut 5 copii.
- Prințesa Theodora a Greciei și Danemarcei, Margravine of Baden (30 mai 1906 – 16 octombrie 1969).Căsătorită în 1931 cu Prințul Berthold, Margrave de Baden.Cuplul a avut 3 copii.
- Prințesa Cecilie a Greciei și Danemarcei, Mare Ducesă de Hesse (22 iunie 1911 – 16 noiembrie 1937). Căsătorită în 1931 cu Georg Donatus, Mare Duce de Hesse
- Prințesa Sofia a Greciei și Danemarcei, (26 Iunie 1914 – 3 noiembrie 2001).Căsătorită prima dată în 1930 cu Prințul Christoph de Hesse și a doua oară în 1946 cu Prințul George William de Hanovra.
- Prințul Filip, Duce de Edinburgh, (10 Iunie 1921 – 9 April  2021).Căsătorit în 1947 cu Elisabeta a II-a, Regină a Regatului Unit cu care a avut 4 copii.